# Yolandi Visser
Yolandi Visser ou Yo-Landi Vi$$er, nomes artísticos de Anri du Toit (Port Alfred, 1 de Dezembro de 1984), é uma rapper, atriz, compositora e cantora sul-africana. É vocalista do grupo rap-rave Die Antwoord,, já participou de grupos notáveis como MaxNormal.TV e The Constructus Corporation. Em 2015 participou do filme Chappie interpretando ela própria, junto ao seu parceiro Ninja.

## Vida Pessoal
Nascida em Port Alfred, na África do Sul, Du Toit foi adotada por um ministro cristão local e sua esposa, ela também tem um irmão adotivo mais velho. Ela frequentou a St. Dominic's Catholic School for Girls, dos 5 aos 16 anos, quando foi aceita na Academia Lady Grey Arts.

## Música
Antes de ingressar no Die Antwoord, Du Toit era membro do grupo de música e arte The Constructus Corporation e membro do grupo de hip-hop "corporativo" sul-africano MaxNormal.tv, no qual ela desempenhou o papel de assistente pessoal de Max Normal.
Die Antwoord (pronunciado [di ˈɐntvoərt], africâner para "A Resposta") é um grupo de rap sul-africano formado na Cidade do Cabo em 2008. O grupo foi formado por Du Toit, seu então parceiro Ninja, e o produtor God (anteriormente referido como como DJ Hi-Tek). Die Antwoord faz parte do movimento de contracultural sul-africano conhecido como Zef. A banda lançou seu álbum de estreia $O$ em 2009. 
Ele foi disponibilizado gratuitamente on-line e atraiu a atenção internacional por seu videoclipe "Enter the Ninja". Depois de assinar brevemente com a Interscope Records, em 2011 eles fundaram sua própria gravadora, Zef Recordz, e lançaram seus segundo e terceiro álbuns de estúdio, Ten $ Ion (2012) e Donker Mag (2014). Eles lançaram seu quarto álbum, Mount Ninji e da Nice Time Kid, em 2016.

## Filme e Televisão
- Family Picnic (1998)
- Spook Asem (2004)
- Tokoloshe (2011)
- Umshimi Wam (2011)
- Chappie (2015) - features "Baby's On Fire", "Ugly Boy", "Cookie Thumper" and "Enter the Ninja" by Die Antwoord

### Álbuns

#### The Constructus Corporation
- The Ziggurat (2003)

#### MaxNormal.TV
- Rap Made Easy (2007)
- Good Morning South Africa (2008)

#### Die Antwoord
- $O$ (2009)
- TEN$ION (2012)
- Donker Mag (2014)
- Mount Ninji and Da Nice Time Kid (2016)